# Norwegische Sprache
Die norwegische Sprache (Eigenbezeichnung norsk [nɔʃk] oder [nɔʀsk]), welche die beiden Standardvarietäten bokmål [ˈbuːkmɔːl] und nynorsk [ˈnyːnɔʃk] oder [ˈnyːnɔʀsk] umfasst, gehört zum nordgermanischen Zweig der indogermanischen Sprachen. Norwegisch wird von etwa fünf Millionen Norwegern als Muttersprache gesprochen, von denen der größte Teil in Norwegen lebt, wo es die Amtssprache ist. Es ist auch die Arbeits- und Verkehrssprache im Nordischen Rat.

## Varietäten
Die norwegische Schriftsprache wurde im Laufe der Zeit in vier Varietäten standardisiert, von denen zwei heute amtlich anerkannt sind.
Bokmål (deutsch „Buchsprache“), bis 1929 Riksmål:
- offizielle Standardvarietät
- basiert überwiegend auf dem Dänischen sowie (zu einem kleineren Teil) auf bestimmten urbanen norwegischen Dialekten

Riksmål [ˈrɪksmɔːl] (dt. „Reichssprache“) im heutigen Sinne versteht sich als Variante des Bokmål:
- ohne offiziellen Status
- konservative, aus historischen Gründen noch stärker als Bokmål am Dänischen orientierte Varietät

Nynorsk (dt. „Neunorwegisch“), bis 1929 Landsmål:
- offizielle Standardvarietät
- basiert vor allem auf ländlichen norwegischen Dialekten.

Høgnorsk [ˈhøːgnɔʃk] (dt. „Hochnorwegisch“):
- ohne offiziellen Status
- konservatives, stärker an der ursprünglichen Aasen’schen Standardisierung (Landsmål) orientiertes Nynorsk

Bokmål wird von circa 85 bis 90 Prozent der norwegischen Bevölkerung geschrieben. Es handelte sich dabei ursprünglich um eine Varietät des Dänischen, das jahrhundertelang auch in Norwegen Schriftsprache war, die aber – besonders in der ersten Hälfte des 20. Jahrhunderts – schrittweise auf der Basis der bürgerlich-städtischen Umgangssprache norwegisiert wurde. Bokmål wird oft in moderates und radikales Bokmål unterteilt, wozu Zwischenformen treten. Moderates Bokmål ist die am weitesten verbreitete Variante von Bokmål und weitgehend mit dem modernen Riksmål identisch.
Das Riksmål ist eine ältere, heute amtlich missbilligte Varietät, die einem moderaten Bokmål ähnlich ist. Es ist der dänisch-norwegischen literarischen Tradition verpflichtet und in der Rechtschreibung etwas weniger norwegisiert. Seit den 2000er Jahren gibt es praktisch keine Unterschiede zwischen Riksmål und moderatem Bokmål mehr.
Nynorsk hingegen ist eine Synthese aus den autochthonen norwegischen Dialekten. Es wird von etwa 10 bis 15 Prozent der norwegischen Bevölkerung geschrieben. Der Name Nynorsk bezeichnet eigentlich die Sprachphase, zu der autochthone norwegische Dialekte seit dem Beginn des 16. Jahrhunderts gehören; diese Bedeutung ist Nichtlinguisten jedoch häufig nicht bekannt.
Høgnorsk schließlich wird nur in sehr kleinen Kreisen gepflegt.

## Verhältnis der skandinavischen Sprachen untereinander
Als Untermenge der nordgermanischen Sprachen sind die drei festlandskandinavischen Sprachen eng miteinander verwandt. Normalerweise verstehen Norweger, Dänen und Schweden die Sprache der Nachbarn daher oftmals. Zu unterscheiden ist jedoch die Verwandtschaft mit Bezug auf die Schriftsprache und die Aussprache. Insbesondere die dänischen und norwegischen (in der Variante „Bokmål“) Schriftsprachen unterscheiden sich nur unerheblich, während diejenige des Schwedischen stärker von den beiden anderen abweicht. Die Aussprachen vieler norwegischer und schwedischer Dialekte ähneln sich oftmals und bilden ein grenzüberschreitendes Dialektkontinuum. Die dänische Aussprache weicht hingegen recht stark von den Aussprachen der beiden anderen Sprachen ab, was eine mündliche Kommunikation mit Sprechern des Norwegischen oder insbesondere des Schwedischen erschwert. Insgesamt nimmt das Norwegische eine gewisse „Mittelposition“ unter den drei Sprachen ein, was die Kommunikation mit beiden Nachbarsprachen erleichtert. Sprecher des Norwegischen – vor allem die Benutzer des Nynorsk – haben auch etwas bessere Voraussetzungen, Färöisch und Isländisch zu erlernen, da diese Sprachen ihren Ursprung in den Dialekten Westnorwegens haben.

## Geschichte
Der Ursprung der norwegischen Sprache liegt im Altnordischen, das von Norwegern und Isländern norrønt mál (nordische Sprache) genannt wurde. Anders als in den meisten anderen mittleren und größeren Sprachen Europas konnten sich die altnorwegischen Schriftvarietäten jedoch nicht über die Jahrhunderte hinweg zu einem einheitlich normierten Standard entwickeln. Gründe sind erstens die besondere Unwegsamkeit Norwegens und die folglich schlechten Verkehrswege, die eine vergleichsweise unbeeinflusst und unabhängig voneinander erfolgte Entwicklung der Dialekte förderte, zweitens das lange Fehlen eines unbestrittenen politischen und wirtschaftlichen Zentrums und drittens die ab dem Spätmittelalter bis ins frühe 19. Jahrhundert andauernde dänische Vorherrschaft, die das Dänische als Amtssprache in Norwegen verankerte.
Das Altnorwegische war dem Altisländischen noch sehr ähnlich, ist aber in weniger Handschriften erhalten. Aufgrund verschiedener Lautwandel wird um 1350 der Übergang zum Mittelnorwegischen angesetzt.
Im Spätmittelalter und in der älteren Neuzeit wurde Norwegisch stark vom Niederdeutschen und vom Dänischen beeinflusst. In der Hansezeit war Mittelniederdeutsch die Verkehrssprache des Nordens. Viele niederdeutsche Wörter wurden als Lehnwörter integriert. Von 1380 bis 1814 war Norwegen mit Dänemark vereinigt, anfangs noch als dänisch-norwegische Personalunion, später als Realunion. Während dieser Zeit geriet die alte norwegische Schriftsprache zunehmend außer Benutzung und verschwand im Zuge der Reformation gänzlich.
Die ursprünglichen Dialekte wurden auf dem Lande aber weiterhin gesprochen. Nach der Trennung Norwegens von Dänemark im Jahre 1814 entstand im Laufe des 19. Jahrhunderts, wie auch in anderen jungen Staaten Europas, eine nationalromantische Bewegung, die hauptsächlich an die norwegische Vergangenheit des Mittelalters (also an die Zeit vor der Vereinigung mit Dänemark) anzuknüpfen suchte. Dies betraf auch die Sprache: Die Anhänger dieser Bewegung forderten, dass die ursprüngliche norwegische Sprache des Mittelalters zu neuem Leben erweckt werden solle, um der Emanzipation Norwegens ein Zeichen zu setzen. So entzündete sich eine Sprachdebatte um die Frage, ob man die dänischen Einflüsse im Norwegischen weiterhin billigen (Welhaven, Anton Martin Schweigaard) oder auf Basis norwegischer Dialekte eine eigenständige Sprache schaffen solle (Wergeland, P. A. Munch, Rudolf Keyser). Während Wergeland und seine Anhänger die vergangenen 400 Jahre dänischen Einflusses unbeachtet lassen und dem mittelalterlichen Norwegischen Vorschub gewähren wollten, wies Schweigaard 1832 in der Zeitung Vidar darauf hin, dass man über mehrere Jahrhunderte des Kulturaustausches nicht einfach hinwegsehen könne; es sei unmöglich, das einmal Assimilierte wieder auszugliedern.
Schließlich wurde in den 1850er Jahren von dem Dichter und Sprachwissenschaftler Ivar Aasen das Landsmål entwickelt, das seit 1929 offiziell Nynorsk heißt. Das Ziel war ausdrücklich, dem – Dialekt sprechenden – Volk seine eigene Schriftsprache zu geben, die neben die dänische Schriftsprache der bürgerlich-städtischen Oberschicht treten sollte; Nynorsk wurde damit zu einem zentralen Element der Demokratiebewegung. Seit 1885 ist Landsmål/Nynorsk eine amtlicherseits anerkannte Schriftsprache. Die Grundlage für diese neue Sprache bildete nicht eine einzige Mundart, sondern ein gemeinsames System, das Aasen durch die wissenschaftliche Erforschung einer Vielzahl von Mundarten aller Landesteile gefunden hatte. Im Laufe des 20. Jahrhunderts wurde das zuvor eher west- und zentralnorwegisch dominierte Nynorsk im Rahmen mehrerer Reformen unter Zurückdrängung der zentralnorwegischen Elemente verstärkt den ostnorwegischen Dialekten einerseits und dem südostnorwegisch geprägten Bokmål angenähert. Von einer Plansprache unterscheidet sich Nynorsk durch seine Verankerung in eng verwandten, lebendigen Dialekten.
Der Gymnasiallehrer Knud Knudsen trat zur gleichen Zeit für eine durchgreifende Sprachreform auf der Grundlage einer von ihm angenommenen „Umgangssprache der Gebildeten“ ein. Seine Reformvorschläge wurden in der Rechtschreibreform von 1862 weitestgehend vom Parlament übernommen und bildeten die Grundlage des Riksmål, das 1929 vom Parlament in Bokmål umbenannt wurde und sich später aufgrund von Kontroversen über die Normierung in Bokmål und Riksmål mit je eigenen Normen und Traditionen aufteilte.
Aufgrund des erstarkten Nationalbewusstseins konnte Nynorsk bis 1944 immer mehr Unterstützer gewinnen und hatte seinerzeit knapp ein Drittel der Norweger auf seiner Seite. Inzwischen ist der Anteil der Unterstützer auf 10–15 Prozent zurückgegangen. Dies hat mehrere Gründe: In den urbanen Gebieten, also vor allem in der Region Oslo, wird Nynorsk als befremdlich empfunden. Das städtische Bürgertum hat das auf ländlichen Mundarten basierende Nynorsk ohnehin stets abgelehnt. Folglich fehlt dem Nynorsk bis heute eine wirkliche Verankerung in den wirtschaftlichen und politischen Zentren. Zum anderen wird von manchen Landbewohnern, besonders in Ostnorwegen, Nynorsk als artifiziell empfunden, da es ihnen als dialektales Flickwerk erscheint. Schließlich ist die Grammatik des Nynorsk schwieriger als die des Bokmål, obgleich einzuräumen ist, dass die meisten norwegischen Dialekte dennoch dem Nynorsk näher als dem Bokmål stehen, das wiederum einige dem autochthonen Norwegisch ziemlich fremde phonologische, morphologische und sonstige grammatische Züge aufweist.
Im Laufe des 20. Jahrhunderts wurden mehrere Rechtschreibreformen durchgeführt, mit dem Versuch, beide Schriftsprachen einander anzunähern (Fernziel: Samnorsk „Gemeinnorwegisch, Einheitsnorwegisch“). So wurde in der Reform von 1917 auf Druck der Nynorsk-Bewegung eine Reihe spezifisch „norwegischer“ Ausdrücke propagiert, die traditionelle dänische Begriffe ersetzen sollten. Da dies nicht in dem Maße geschah, wie man es sich vorgestellt hatte, wurde 1938 eine weitere Reform verabschiedet: Zahlreiche traditionelle dänische Elemente durften nicht mehr gebraucht werden. Diese Sprache wurde aber kaum angenommen. Es kam zu großen Streitigkeiten, Eltern korrigierten beispielsweise die Schulbücher ihrer Kinder, weil der Konflikt sehr stark von Gefühlen geprägt war und auch nach wie vor ist. Gleichzeitig wurde auch Nynorsk verstärkt sprachgeschichtlich jüngeren Formen geöffnet. 1959, 1981 (Bokmål), 2005 (Bokmål) und 2012 (Nynorsk) fanden weitere Reformen statt, wobei diejenigen von 2005 im Bokmål wieder eine Reihe traditionell dänischer Formen zuließ. Ergebnis all dieser Reformen ist die Existenz von „moderaten“ und „radikalen“ Formen in der Rechtschreibnorm, zwischen denen man wählen kann. Das komplizierte System von offiziellen Haupt- und Nebenformen wurde im Bokmål 2005 aufgegeben, im Nynorsk 2012. Das Fernziel eines Samnorsk wurde gleichzeitig ausdrücklich fallengelassen.

## Rechtliche Verhältnisse und Verbreitung der Sprachformen

Nynorsk und Bokmål als Amtssprachen auf Gemeindeebene
Bokmål
Nynorsk
neutral

Seitens des Staates sind die beiden Sprachformen Bokmål und Nynorsk offiziell anerkannt. Gemäß Sprachengesetz darf keine staatliche Behörde eine der beiden zu mehr als 75 % gebrauchen, was in der Praxis allerdings – zu Ungunsten von Nynorsk – oft nicht befolgt wird. Die Behörden des Staates und der Fylker (Regierungsbezirke) müssen Anfragen in der gleichen Sprachform beantworten, in der sie gestellt werden. Auf der Ebene der Gemeinden (Kommunen) darf die Behörde in derjenigen Sprachform antworten, die sie für ihr Territorium als amtlich erklärt hat. In der Schule werden beide Varianten unterrichtet, wobei diejenige, die nicht die Hauptvariante ist, als sidemål (Nebensprache) bezeichnet wird.
Nynorsk ist Amtssprache von 25 % der Gemeinden, in denen insgesamt 12 % der Gesamtbevölkerung leben, Bokmål ist Amtssprache in 33 % der Gemeinden, die übrigen 42 % der Gemeinden sind „sprachneutral“ (was faktisch meist mit Bokmål-Gebrauch gleichzusetzen ist). Auf der Ebene der Schulkreise und Kirchengemeinden geht der amtliche Gebrauch des Nynorsk über dieses Gebiet hinaus; so haben auf Grundschulstufe 15 % aller Schüler Nynorsk als Schulsprache, und in 31 % der Kirchengemeinden sind Liturgie und Predigt auf Nynorsk.
Geographisch gesehen ist Nynorsk offizielle Sprachform in den meisten Gemeinden des fjordreichen Westnorwegens (ohne die Städte und stadtnahen Gemeinden) sowie in den geographisch anschließenden zentralen Gebirgstälern Ostnorwegens (Hallingdal, Valdres, Gudbrandsdal) und Südnorwegens (Setesdal, Vest-Telemark). Bokmål dagegen ist offizielle Sprachform in den meisten Gemeinden Südostnorwegens und an der Südküste einerseits sowie in manchen Gemeinden Nordnorwegens andererseits. Auf regionaler Ebene ist Nynorsk Amtssprache von zwei Fylkern, nämlich Vestland und Møre og Romsdal, während die andern Fylker „sprachneutral“ sind. Von diesen sprachneutralen Fylkern weisen Agder mit 24 %, Rogaland mit 35 % und Telemark mit 47 % allerdings einen relativ großen Anteil an Nynorsk-Gemeinden auf.
| Fylke           | Gesamtzahl Kommunen | Bokmål | Nynorsk | neutral |
| --------------- | ------------------- | ------ | ------- | ------- |
| Agder           | 25                  | 7      | 6       | 12      |
| Akershus        | 21                  | 14     | –       | 7       |
| Buskerud        | 18                  | 10     | 3       | 5       |
| Finnmark        | 18                  | 14     | –       | 4       |
| Innlandet       | 46                  | 22     | 7       | 17      |
| Møre og Romsdal | 27                  | –      | 15      | 12      |
| Nordland        | 41                  | 20     | –       | 21      |
| Oslo            | 1                   | –      | –       | 1       |
| Rogaland        | 23                  | 2      | 8       | 13      |
| Troms           | 21                  | 7      | –       | 14      |
| Telemark        | 17                  | 2      | 8       | 7       |
| Trøndelag       | 38                  | 7      | –       | 31      |
| Vestfold        | 6                   | 3      | –       | 3       |
| Vestland        | 43                  | –      | 41      | 2       |
| Østfold         | 12                  | 11     | –       | 1       |
| Summe           | 357                 | 119    | 88      | 150     |

Das Sprachabkommen im Nordischen Rat garantiert im Übrigen, dass Dänisch und Schwedisch im offiziellen Schriftverkehr erlaubt sind. Das gilt gegenseitig.

## Modernes Norwegisch

### Bokmål und Nynorsk
Beispiele für Unterschiede zwischen Bokmål, Nynorsk und anderen nordgermanischen Sprachen:
| Bokmål Dänisch | Jeg kommer fra Norge.     | [jæɪ kɔmːər fra nɔrgə] [jɑɪ (jə) kɔmɔ fʁa nɔʁɣə] |
| Nynorsk        | Eg kjem frå Noreg.        | [eːg çɛm fro noːrɛg]                             |
| Isländisch     | Ég kem frá Noregi.        | [jɛːɣ cɛːm frauː noːrɛːjɪ]                       |
| Schwedisch     | Jag kommer från Norge.    | [jɑː(g) kɔmər froːn nɔrjə]                       |
|                | „Ich komme aus Norwegen.“ |                                                  |

| Bokmål     | Hva heter du?                               | [va heːtər dʉ]    |
| Dänisch    | Hvad hedder du?                             | [væ hɛðɔ du]      |
| Nynorsk    | Kva heiter du?                              | [kva hæɪtər dʉ]   |
| Isländisch | Hvað heitir þú?                             | [kvað heitɪr θuː] |
| Schwedisch | Vad heter du?                               | [vɑ heːɛtər dʉ]   |
|            | „Wie heißt du?“ (wörtlich: „Was heißt du?“) |                   |

### Riksmål
Gegner der Sprachreformen, die Bokmål näher an Nynorsk bringen sollten, benutzen für die von ihnen gepflegte Sprachform den Namen Riksmål weiter. Typisch ist hierfür etwa die Verwendung einiger dänischer Zahlwörter, von Wortformen wie efter statt etter oder sne statt snø, die Vermeidung des femininen Genus (z. B. boken statt boka, „das Buch“) und die Vermeidung von Diphthongen (z. B. sten statt stein, „Stein“). Tatsächlich haben sich einerseits durch die Wiederzulassung vieler danonorwegischer Formen im Bokmål, andererseits durch die Aufnahme zahlreicher Elemente aus dem Bokmål ins Riksmål diese beiden Varianten in den letzten dreißig Jahren einander stark angenähert.

### Høgnorsk
Das sog. Høgnorsk (etwa „Hochnorwegisch“) ist eine inoffizielle Variante des Nynorsk, eine Sprachform, die dem originalen Landsmål von Ivar Aasen sehr ähnlich ist. Die Høgnorsk-Bewegung missachtet die Reformen des Nynorsk nach 1917.
Diese Sprachform wird schriftlich nur von einer sehr kleinen Gruppe Norweger verwendet, doch Elemente des Hochnorwegischen finden immer noch bei vielen Raum. Die Schreibweise wirkt oft archaisch auf die Mehrheit der Norweger, im Mündlichen aber lässt sich die Sprache kaum von den traditionellen Mundarten und der darauf gebauten Normalsprache unterscheiden. Nur werden im Hochnorwegischen eher einheimische Wörter als niederdeutsche Lehnwörter verwendet. Ein großer Teil des norwegischen Liedguts ist, da vor 1917 geschrieben, aus heutiger Sicht hochnorwegisch verfasst.

### Riksmål, Bokmål, Nynorsk und Høgnorsk im Vergleich
| Riksmål, Bokmål, Dänisch | Dette er en hest.                            |
| Nynorsk, Høgnorsk:       | Dette er ein hest.                           |
| Schwedisch               | Detta är en häst. (andere Schreibweise)      |
| Isländisch               | Þetta er hestur. (ohne unbestimmten Artikel) |
|                          | „Dies ist ein Pferd.“                        |

| Riksmål, Dänisch | Regnbuen har mange farver.         |
| Bokmål           | Regnbuen har mange farger.         |
| Nynorsk          | Regnbogen har mange fargar.        |
| Høgnorsk         | Regnbogen hev mange fargar.        |
| Schwedisch       | Regnbågen har många färger.        |
|                  | „Der Regenbogen hat viele Farben.“ |

## Phonologie (Lautlehre)

### Alphabet
Das norwegische Alphabet besteht aus 29 Buchstaben: A, B, C, D, E, F, G, H, I, J, K, L, M, N, O, P, Q, R, S, T, U, V, W, X, Y, Z, Æ, Ø, Å. Die Buchstaben c, q, w, x und z kommen nur in einigen Fremd- oder Lehnwörtern und Eigennamen vor. Statt ck schreibt man kk, für qu tritt kv ein, für ph/th/kh treten f/t/k ein, z (im Deutschen) wird meist durch s ersetzt: sentrum/senter entspricht „Zentrum“, sukker entspricht „Zucker“.

### Allgemeine Ausspracheregeln
Bokmål und Nynorsk sind Schriftsprachen, die Aussprache ist nicht landesweit normativ festgelegt, denn gesprochen werden vor allem die Dialekte beziehungsweise zunehmend Regiolekte. Die Ausspracheangaben variieren je nach Grammatik. Einige geschriebene Laute können in der Aussprache entfallen. Vor allem das auslautende t beim bestimmten Artikel (det / -et) und das „g“ der Endsilbe -ig sowie d am Ende eines Wortes werden generell nicht ausgesprochen.

#### Aussprache der Vokale
Der ö-Laut hat im Norwegischen den Buchstaben Ø ø, der ä-Laut hat Æ æ, der o-Laut hat häufig Å å, während der Buchstabe o oft den u-Laut repräsentiert: bo [buː] „wohnen“, dør [døːr] „Tür“, ærlig [æːrli] „ehrlich“. Norwegisches u wird meist [⁠ʉ⁠], vor einer Nasalverbindung aber [⁠u⁠] gesprochen. Unbetontes e ist kurz wie in Sprache ([⁠ə⁠]). y ist ein ü-Laut [⁠y⁠].

#### Aussprache der Konsonanten
Die meisten norwegischen Dialekte besitzen ein gerolltes „r“ ähnlich wie im Italienischen oder im Südostdeutschen (Vorderzungen-R), viele west- und südnorwegische Dialekte haben aber auch ein Zäpfchen-R (norwegisch: skarre-r), wie es im Hochdeutschen, Dänischen oder Französischen üblich ist. Der r-Laut darf nicht verschluckt werden (also dager [daːgər], und nicht [daːgɐ]).
Das norwegische s ist immer stimmlos (wie scharfes S in außen), das norwegische v (und ebenso die Buchstabenverbindung hv) wird wie in „Vase“ gesprochen (nicht wie in Vogel!).
Folgende Lautverbindungen sind zu berücksichtigen: sj, skj werden „sch“ gesprochen: nasjon [naʃuːn] „Nation“, gj, hj, lj werden „j“ gesprochen, kj und in manchen Dialekten tj sind der ich-Laut [⁠ç⁠]: kjøre [çøːrə] „fahren“, der allerdings zunehmend mit dem [⁠ʃ⁠]-Laut verschmilzt, rs wird in manchen Dialekten „sch“ gesprochen: vær så god! „bitte schön!“ ist also [værsɔgu:] oder [væʃɔgu:].
Vor hellen Vokalen (i, y, ei, øy) gelten besondere Regeln: sk wird hier „sch“, g wird hier „j“ und k wird hier „ch“ [⁠ç⁠] gesprochen: ski [ʃiː], gi [jiː] „geben“, kirke [çɪrkə] „Kirche“.

#### Ausnahmen und Varianten
Zu beachten sind vor allem folgende Ausnahmen (Bokmål): det [de] „das, es, jenes“, -et [⁠ə⁠] „das“, de [diː] „sie, die (Mehrzahl)“, og [⁠o⁠] „und“, jeg/meg/deg/seg [jæi mæi dæi sæi] „ich/mich/dich/sich“.
Je nach Sprecher tendiert langes a zu einem o-ähnlichen Laut wie in Englisch call, während æ Richtung „a“ wie in „Vater“ geht und y kaum von unserem „i“ zu unterscheiden ist. Je nach Dialekt wird der Diphthong ei wie [æj] oder [aj] gesprochen.

### Übersicht über die Laute des Norwegischen

#### Vokale
Das Norwegische besitzt 19 Monophthonge und sieben Diphthonge.
|             | vorne      | vorne    | vorne    | vorne | zentral | zentral | hinten  | hinten |
| ----------- | ---------- | -------- | -------- | ----- | ------- | ------- | ------- | ------ |
| ungerundet  | ungerundet | gerundet | gerundet |       | zentral | zentral | hinten  | hinten |
| lang        | kurz       | lang     | kurz     | lang  | kurz    | lang    | kurz    |        |
| geschlossen | iː         | i        | yː       | y     | ʉː      | ʉ       | uː      | u      |
| mittel      | eː         | e        | øː       | ø     |         |         | oː / ɔː | ɔ      |
| offen       | æː         | æ        |          |       |         |         | ɑː      | ɑ      |

Die Diphthonge des Norwegischen sind /æi øy æʉ ɑi ɔy ʉi ui/, die es je in einer langen und einer kurzen Variante gibt.

#### Konsonanten
Das Norwegische besitzt 23 Konsonanten, darunter fünf retroflexe Laute, die als Allophone anzusehen sind. Letztere kommen nicht in den Dialekten mit Zäpfchen-R vor.
|                          | bilabial | labio- dental | alveolar | post- alveolar | retroflex | palatal | velar | glottal |
| ------------------------ | -------- | ------------- | -------- | -------------- | --------- | ------- | ----- | ------- |
| Plosive                  | p b      |               | t d      |                | ʈ ɖ       |         | k g   |         |
| Nasale                   | m        |               | n        |                | ɳ         |         | ŋ     |         |
| Trills/Flaps             |          |               | r        |                | ɽ         |         |       |         |
| Frikative                |          | f v           | s        | ʃ              |           | ç       |       | h       |
| (laterale) Approximanten |          |               | l        |                | ɭ         | j       |       |         |

#### Akzent 1 und Akzent 2
Das Norwegische hat (wie das Schwedische) zwei bedeutungsunterscheidende Akzente, die oft Akzent 1 und Akzent 2 genannt werden.
Siehe dazu: Akzente in den skandinavischen Sprachen.

## Grammatik
Allgemeine Vorbemerkung: Im Folgenden werden von den Nynorsk-Varianten nur diejenigen vermerkt, die gemäß der Rechtschreibreform von 2012 gültig sind. Seltene, fast nur in älteren Texten vorkommende oder im Kreise der Høgnorsk-Anhänger benutzte Lautungen und Formen bleiben ausgespart.

### Substantive (Hauptwörter) und Artikel (Geschlechtswörter)

#### Genera (Geschlechter)
Die norwegische Sprache kennt offiziell die drei Genera: Maskulinum, Femininum und Neutrum. Riksmål und konservatives Bokmål kennen aber wie die dänische Sprache nur das männlich-weibliche (Utrum) und das sächliche Geschlecht (Neutrum). Die Substantive geben in der Regel aber keinen Hinweis darauf, welches Geschlecht sie haben. Häufig stimmt das Geschlecht mit dem des deutschen Substantivs überein (z. B. sola „die Sonne“, månen „der Mond“, barnet „das Kind“).
Das Norwegische kennt auch den unbestimmten Artikel, für jedes Geschlecht existiert eine eigene Form:
| Bokmål       | Nynorsk       | Deutsch      | Geschlecht |
| ------------ | ------------- | ------------ | ---------- |
| en dag       | ein dag       | ein Tag      | männlich   |
| ei/en flaske | ei flaske     | eine Flasche | weiblich   |
| et hus       | eit hus       | ein Haus     | sächlich   |
| et eple      | eit eple      | ein Apfel    | sächlich   |
| et øye       | eit auga/auge | ein Auge     | sächlich   |

Wie im Dänischen wird der bestimmte Artikel bei unbegleiteten Substantiven (d. h. wenn kein Adjektiv vor bzw. kein Personalpronomen hinter dem Substantiv steht) nur als Suffix angehängt, an dem auch das Geschlecht des Substantivs zu erkennen ist:
| Bokmål         | Nynorsk    | Deutsch     |
| -------------- | ---------- | ----------- |
| dagen          | dagen      | der Tag     |
| flaska/flasken | flaska     | die Flasche |
| huset          | huset      | das Haus    |
| eplet          | eplet      | der Apfel   |
| øyet           | auga/auget | das Auge    |

Beim bestimmten Artikel Neutrum (-et) wird das t nicht gesprochen! eple („Apfel“) und eplet („der Apfel“) werden also gleich ausgesprochen.
Weibliche Substantive werden im Bokmål aber – dänischer Tradition folgend – oft auch wie männliche behandelt:
- ei flaske = en flaske – „eine Flasche“
- flaska = flasken – „die Flasche“

#### Plural (Mehrzahl)
In der unbestimmten Mehrzahlform enden männliche, weibliche und (im Bokmål) mehrsilbige sächliche Substantive auf -er (im Nynorsk gibt es, vergleichbar mit dem Schwedischen, die Endungen -ar und -er), einsilbige (im Nynorsk auch mehrsilbige) sächliche bleiben in der Regel endungslos:
| Bokmål  | Nynorsk   | Deutsch    |
| ------- | --------- | ---------- |
| dager   | dagar     | „Tage“     |
| flasker | flasker   | „Flaschen“ |
| hus     | hus       | „Häuser“   |
| epler   | eple      | „Äpfel“    |
| øyne    | augo/auge | „Augen“    |

Beispiele unregelmäßiger Mehrzahlformen sind:
- fedre „Väter“, mødre „Mütter“, brødre „Brüder“, søstre „Schwestern“, døtre „Töchter“
- ender „Enten“, hender „Hände“, krefter „Kräfte“, netter „Nächte“, render „Ränder“
- stender „Stände (Klassen)“, stenger „Stangen“, strender „Strände“, tenger „Zangen“, tenner „Zähne“
- bøker „Bücher“, bønder „Bauern“, røtter „Wurzeln“
- klær „Kleider“, knær „Knie“, trær „Bäume“, tær „Zehen“, menn „Männer“, øyne (BM) / augo (NN) „Augen“

Gar keine Mehrzahlendung haben alle einsilbigen Neutra, z. B. hus „Haus/Häuser“, barn „Kind/Kinder“, aber ausnahmsweise auch männliche einsilbige Wörter, z. B. sko „Schuh(e)“ oder neutrale mehrsilbige Wörter, z. B. våpen „Waffen“.
Um die Mehrzahl der bestimmten Formen zu bilden, wird im Bokmål geschlechtsübergreifend -ene bzw. -a (optional bei einsilbigen Neutra) angefügt.
Nynorsk kennt -ane, -ene, -o und -a:
| Bokmål                  | Nynorsk   | Deutsch        |
| ----------------------- | --------- | -------------- |
| dagene                  | dagane    | „die Tage“     |
| flaskene                | flaskene  | „die Flaschen“ |
| husene (seltener: husa) | husa      | „die Häuser“   |
| eplene (seltener: epla) | epla      | „die Äpfel“    |
| øynene (seltener: øya)  | augo/auga | „die Augen“    |

Die unregelmäßigen Substantive haben hier: fedrene „die Väter“, endene „die Enten“, bøkene „die Bücher“ und – mit Erhalt des „r“ vor æ – klærne „die Kleider“ usw.

#### Genitiv (Wesfall)
Das norwegische Substantiv kennt neben der Grundform eine eigene Form für den Genitiv, indem sowohl im Singular wie im Plural unabhängig vom Genus ein -s an das Substantiv (nicht an Artikel und Pronomen!) angehängt wird. Bei mehrgliedrigen Ausdrücken wird diese Genitivregel auf den gesamten Ausdruck angewandt, das heißt, das letzte Wort im Ausdruck erhält die Ergänzung -s. Enden das Substantiv oder der Ausdruck bereits auf einem -s, -x oder -ch, wird anstatt des Genitiv-s nur ein Apostroph -’ angehängt:
| Bokmål               | Nynorsk                                        | Deutsch                            |
| -------------------- | ---------------------------------------------- | ---------------------------------- |
| kongens              | kongens oder til/åt kongen oder kongen sin     | „des Königs“                       |
| kongenes             | konganes oder til/åt kongane oder kongane sin  | „der Könige“                       |
| mannen på husets tak | mannen på hustaket (hier kein Genitiv möglich) | „der Mann auf dem Dach des Hauses“ |
| mars’                | til/åt mars oder mars sin                      | „des März“                         |

Weitere Beispiele (Bokmål): Guds ord „Gottes Wort“, de gamle mennenes fortellinger „Die Erzählungen der alten Männer“
Der Genitiv wird, außer bei Namen und Personen, vorwiegend im geschriebenen Bokmål verwendet. Im geschriebenen Nynorsk und in der gesprochenen Sprache überhaupt wird er gewöhnlich mit den Präpositionen av, til, på usw. oder aber mit einer Dativkonstruktion („garpegenetiv“, einer dem Niederdeutschen entlehnten Konstruktion) umschrieben, etwa prisen på boka statt bokas pris (der Preis des Buches), boka til Olav statt Olavs bok (Olavs Buch), taket på huset statt husets tak (das Dach des Hauses), Stortinget si sak statt Stortingets sak (die Angelegenheit des Parlaments, wörtlich: „dem Parlament seine Angelegenheit“).
Nach absteigender Priorität verwendet man für ‚die Haustür‘: husdøra, husets dør, døra på huset. Die Präposition på „auf“ steht in diesem Fall, da die Tür nicht mehr als zum Hause selbst gehörig empfunden wird.

#### Gebrauch des Artikels
Kein Artikel steht bei
- Angaben zu Nation, Beruf, Religion: han er nordmann (BM und NN), han er lutheraner (BM) bzw. han er lutheranar (NN) „er ist Norweger, er ist Protestant“

- folgenden Adjektiven: første / øverste / neste / siste / forrige / venstre / høyre (BM) bzw. høgre (NN) „erste / oberste / nächste / letzte / vorige / linke / rechte“, also z. B. neste dag „am nächsten Tag“, på venstre side „auf der linken Seite“

- festen Wendungen: på kino/sirkus „im Kino/Zirkus, ins Kino/in den Zirkus“, på skole „in die Schule“, i telt „in einem Zelt“, å skrive brev „einen Brief schreiben“, å kjøre bil (BM) bzw. å køyre bil (NN) „Auto fahren“, spille gitar „Gitarre spielen“.

### Deklination von Adjektiven (Beugung von Eigenschaftswörtern)
Wie in allen germanischen Sprachen (mit Ausnahme des Englischen) wird im Norwegischen zwischen starken und schwachen Endungen unterschieden. Sowohl im Bokmål als auch im Nynorsk hat der Plural aller regelmäßigen Adjektive immer die Endung -e; diese Endung haben auch alle veränderlichen schwachen Adjektive für alle Geschlechter.

#### Starke Adjektive
Maskuline und feminine Formen sind im Singular endungslos: en gammel (BM) bzw.  ein gammal (NN) „ein alter“, ei gammel (BM) bzw.  ei gammal (NN) „eine alte“; das Neutrum hat im Singular die Endung -t (oder -tt): et gammelt (BM) bzw. eit gammalt (NN) „ein altes“, blått lys „blaues Licht“. Im Plural gilt fast immer die Endung -e.
| Maskulin | en/ein stor lastebil                                      | „ein großer Lastwagen“             |
| Feminin: | ei stor bro/bru                                           | „eine große Brücke“                |
| Neutrum: | et/eit stort hus                                          | „ein großes Haus“                  |
| Plural:  | store lastebiler/lastebilar, store broer/bruer, store hus | „große Lastwagen, Brücken, Häuser“ |

- Zahlreiche Adjektive erhalten allerdings nicht die Endung -t im Neutrum: Dazu gehören Adjektive, die auf -sk, -ig (BM) bzw. -eg (NN) oder Konsonant + t enden: et dårlig lag / eit dårleg lag „ein schlechtes Team“. fersk / frisk „frisch“ und rask „schnell“ bekommen jedoch die Endung -t.

- Das Adjektiv wird auch in prädikativer Stellung stark flektiert (während es im Deutschen unverändert bleibt!): bilen er stor „das Auto ist groß“, huset er stort „das Haus ist groß“, bilene/bilane er store „die Autos sind groß“, husene/husa er store „die Häuser sind groß“.

#### Schwache Adjektive
| Maskulin | den store lastebilen                                                              | „der große Lastwagen“                   |
| Feminin  | den store broa/brua                                                               | „die große Brücke“                      |
| Neutrum  | det store huset                                                                   | „das große Haus“                        |
| Plural   | de store lastebilene, broene/bruene, husene / dei store lastebilane, bruene, husa | „die großen Lastwagen, Brücken, Häuser“ |

Adjektive werden schwach dekliniert, wenn das Substantiv durch den bestimmten Artikel, das Demonstrativpronomen denne/dette/disse (dies), ein Possessivpronomen (mein, dein, sein …) oder ein Genitivattribut näher bestimmt ist: fars store hus verlangt ein schwach dekliniertes Adjektiv, während es im Deutschen stark dekliniert wird: „Vaters großes Haus“.
- Steht ein Adjektiv vor einem Substantiv, muss der Artikel den/det/de dem Adjektiv vorangestellt werden: huset „das Haus“ > det store huset „das große Haus“, demgemäß wird die Bestimmtheit des Artikels zweifach ausgedrückt, einmal als det, das andere Mal als Endung -et, allerdings nicht bei Eigennamen, die keine Endung erhalten: den legendære Thor Heyerdahl „der legendäre Thor Heyerdahl“.
den/det/de (BM) bzw. den/det/dei (NN) entfällt jedoch vor hel (BM) / heil (NN) „ganz“: hele året / heile året „das ganze Jahr“.

#### Unregelmäßige Adjektive
- Bei Adjektiven auf unbetontes -el/-en/-er (BM) bzw. -al/-en/-ar (NN) fällt das -e- bzw. -a- vor einer Endung meistens weg, und ein eventuell voranstehender Doppelkonsonant wird vereinfacht: gammel/gammal > gamle, kristen > kristne, vakker/vakkar > vakre.

- Eine Reihe von Adjektiven ist unveränderlich. Dazu gehören Adjektive auf Vokal (auch alle Komparative!) und auf -s: bra, tro, sjalu, lilla, stille, bedre (BM) bzw. betre (NN), øde (nur BM; NN aud flektiert regelmäßig), stakkars, gratis, moderne usw.

- Die Adjektive liten „klein“ und egen (BM) bzw. eigen (NN) „eigen“ sind gänzlich unregelmäßig: maskulin liten, egen/eigen, feminin lita, egen/eiga, neutrum lite, eget/eige, Plural små/små(e), egne/eigne, schwache Form: lille/litle~lisle~vesle, egne/eigne. Beispiel: det egne lille huset (BM) / det eige vesle (oder lisle, litle) huset (NN) „das eigene kleine Haus“.

#### Steigern und Vergleichen
- Regelmäßige Adjektive werden durch -(e)re (BM) / -(a)re (NN) im Komparativ und -(e)st (BM) / -(a)st (NN) im Superlativ gesteigert: ærlig – ærligere/ærlegare – den ærligste/ærlegste „ehrlich – ehrlicher – der ehrlichste/am ehrlichsten“, ny – nyere/nyare – nyest/nyast („neu“), pen – penere/penare – penest/penast („schön“).

- Adjektive auf Vokal (z. B. øde) und auf -s, Partizipien auf -et (BM) / -a (NN) sowie zusammengesetzte und vielsilbige Adjektive (z. B. faktisk, interessant) werden durch mer … (BM) / meir (NN) und mest … gesteigert.

- Unregelmäßig sind (vor dem Schrägstrich Bokmål, danach Nynorsk):

| mange – flere / fleire – flest  | „viele“ | mye / mykje – mer / meir – mest            | „viel“           |
| gammel / gammal – eldre – eldst | „alt“   | ung – yngre – yngst                        | „jung“           |
| god – bedre / betre – best      | „gut“   | vond~ille~dårlig / dårleg* – verre – verst | „schlecht, böse“ |
| stor – større – størst          | „groß“  | liten – mindre – minst                     | „klein“          |
| lang – lengre – lengst          | „lang“  | tung – tyngre – tyngst                     | „schwer“         |
| få – færre – færrest            | „wenig“ |                                            |                  |

* dårlig/dårleg kann auch regelmäßig gesteigert werden
Vergleiche:
| huset er eldre enn 100 år                       | „das Haus ist älter als 100 Jahre“           |
| det huset der er like gammelt/gammalt som dette | „jenes Haus ist so alt wie dieses“           |
| dette huset er det eldste av de/dei tre         | „dieses Haus ist das älteste von den dreien“ |

### Pronomina und Adverbien (Fürwörter und Umstandswörter)

#### Personalpronomina
Nur bei einigen Personalpronomina gibt es im Norwegischen einen Unterschied zwischen Nominativ und Akkusativ. Nur im Singular der 3. Personen gibt es geschlechtliche Formen.
|           | Singular                | Singular            | Plural      | Plural            |
| 1. Person | jeg – meg               | „ich – mir, mich“   | vi – oss    | „wir – uns“       |
| 2. Person | du – deg                | „du – dir, dich“    | dere – dere | „ihr – euch“      |
| 3. Person | han – ham/han den – den | „er – ihm, ihn“     | de – dem    | „sie – ihnen/sie“ |
|           | hun – henne den – den   | „sie – ihr, sie“    |             |                   |
|           | det – det               | „das, es – das, es“ |             |                   |
| Reflexiv  | seg                     | „sich“              | seg         | „sich“            |

han – ham/han und hun – henne werden nur für Personen verwendet, wenn das grammatische Geschlecht des betreffenden Wortes männlich oder weiblich ist.
Mit den dagegen bezeichnet man Dinge männlichen oder weiblichen Geschlechts.
det wird bei Personen und Dingen verwendet, wenn das grammatische Geschlecht sächlich ist.

Beispiele: mannen – han er her „der Mann – er ist hier“, kvinna – hun er her „die Frau – sie ist hier“, døra – den er her „die Tür – sie ist hier“, barnet – det er her „das Kind – es ist hier“.
Die Objektivformen ham und han sind gleichbedeutend und gleichberechtigt; in der gesprochenen Sprache überwiegt han.
den, det und de haben auch die Bedeutung „jener/jene, jenes“ und „jene“. Außerdem werden sie als bestimmter Artikel vor Adjektiven verwendet.
|           | Singular      | Singular            | Plural                  | Plural            |
| 1. Person | eg – meg      | „ich – mir, mich“   | vi/me – oss             | „wir – uns“       |
| 2. Person | du – deg      | „du – dir, dich“    | de/dokker – dykk/dokker | „ihr – euch“      |
| 3. Person | han – han     | „er – ihm, ihn“     | dei – dei               | „sie – ihnen/sie“ |
|           | ho – henne/ho | „sie – ihr, sie“    |                         |                   |
|           | det – det     | „das, es – das, es“ |                         |                   |
| Reflexiv  | seg           | „sich“              | seg                     | „sich“            |

han und ho werden (wie im Deutschen, aber anders als im Bokmål) nicht nur für Personen, sondern auch für männliche bzw. weibliche Dinge verwendet.
Die Objektformen henne und ho in der 3. Person Singular feminin sowie die Formen de und dokker in der 2. Person Plural sind gleichbedeutend und gleichberechtigt. Dokker wurde anlässlich der Rechtschreibreform von 2012 eingeführt, während gleichzeitig die bis dahin neben han gültige Objektsform honom (3. Person Singular maskulin) wegfiel.
den, det und dei haben auch die Bedeutung „jener/jene, jenes“ und „jene“. Außerdem werden sie als bestimmter Artikel vor Adjektiven verwendet.

#### Possessivpronomina
Possessivpronomina werden ähnlich wie Adjektive gebeugt, jedoch gibt es keine schwachen Formen. Im Norwegischen werden die Personalpronomen oft nachgestellt; das zugehörige Substantiv erhält in diesem Fall den bestimmten Artikel angehängt: mitt hus = huset mitt „mein Haus“.
|          | Singular Utrum           | Singular Neutrum | Plural         |
| -------- | ------------------------ | ---------------- | -------------- |
| mein     | min/mi                   | mitt             | mine           |
| dein     | din/di                   | ditt             | dine           |
| reflexiv | sin/si                   | sitt             | sine           |
| unser    | vår                      | vårt             | våre           |
| euer     | deres (BM) / dykkar (NN) | deres / dykkar   | deres / dykkar |

- sin wird verwendet, wenn Subjekt und Besitzer identisch sind, für alle Geschlechter in Singular und Plural: hun sitter i bilen sin (BM) bzw. ho sitt i bilen sin (NN) „sie sitzt in ihrem [eigenen] Auto“ <> hun sitter i bilen hennes (BM) bzw. ho sitt i bilen hennar „sie sitzt in ihrem Auto (im Auto von jener Frau)“; de sitter i bilen sin „sie sitzen in ihren eigenen Autos“.
Ansonsten stehen hans „von ihm“, hennes (BM) / hennar (NN) „von ihr“ und deres (BM) / dykkar „von ihnen“ (identisch mit „euer“!).

- mi, di, si sind die femininen Formen im Singular. Sie kommen, anders als min, din, sin, nur nachgestellt vor: min mor (BM) = mora mi (BM, NN) „meine Mutter“.

- Die Nachstellung (z. B. huset mitt) ist nicht möglich in folgenden Fällen: – bei all: all sin tid, – bei egen (BM) / eigen (NN): sin egen bil, – bei Genitivattributen: din fars bil.

#### Interrogativpronomina und -adverbien (fragende Für- und Umstandswörter)
| Bokmål                    | Nynorsk                              |                                                                                   |
| ------------------------- | ------------------------------------ | --------------------------------------------------------------------------------- |
| hvem er det?              | kven er det?                         | „wer ist das?“                                                                    |
| hvem er det du ser?       | kven er det du ser?                  | „wen siehst du?“ (wörtlich: „wer ist es, [den] du siehst?“)                       |
| hvem sin bil er det?      | kven sin bil er det?                 | „wessen Auto ist das?“ (wörtlich: „wem sein Auto ist das?“)                       |
| hvem skal jeg gi det til? | kven skal eg gje/gi det til?         | „wem soll ich es geben?“ (wörtlich: „wer soll ich geben es zu?“)                  |
| hva er det?               | kva er det?                          | „was ist das?“                                                                    |
| hvilken, hvilket, hvilke  | kva for ein/ei, kva for eit, kva for | „welcher/welche, welches, welche (Plural)“ (Nynorsk wörtlich: „was für ein“ usw.) |
| hva slags hus?            | kva slags hus?                       | „was für ein(e Art) Haus?“                                                        |
| hvor? – hvor(hen)?        | kvar? – kvar (til)?                  | „wo? – wohin?“                                                                    |
| når?                      | når?                                 | „wann?“                                                                           |
| hvordan?                  | kor?, korleis?                       | „wie? auf welche Weise?“                                                          |
| hvorfor?                  | kvifor? korfor?                      | „warum?“                                                                          |
| hvor mange?               | kor mange?                           | „wie viele?“                                                                      |

#### Unbestimmte Pronomina und Adverbien
| Bokmål                   | Nynorsk                          |                                                                      |
| ------------------------ | -------------------------------- | -------------------------------------------------------------------- |
| alle hus                 | alle hus                         | „alle Häuser“                                                        |
| hele mitt liv            | heile livet mitt                 | „mein ganzes Leben“ (Deklination siehe bei Adjektiven)               |
| hver dag                 | kvar dag                         | „jeder/jeden Tag“                                                    |
| alle slags hus           | alle slags hus                   | „allerlei Häuser“                                                    |
| mange hus, flere hus     | mange hus, fleire hus            | „viele Häuser, mehrere Häuser“                                       |
| annen, annet, andre      | annan, anna, andre               | „anderer/andere, anderes, andere (Plural)“, bedeutet auch „zweiter“! |
| et eller annet sted/gang | eit eller anna stad / nokon gong | „irgendwo/-wann“                                                     |

#### Demonstrativpronomina und -adverbien
| Bokmål               | Nynorsk              |                                              |
| -------------------- | -------------------- | -------------------------------------------- |
| denne, dette, disse  | denne, dette, desse  | „dieser/diese, dieses, diese (Plural)“       |
| den, det, de         | den, det, dei        | „der/die, das, die (Plural)“                 |
| den/det/de … her     | den/det/dei … her    | „der/die/das … hier“                         |
| den/det/de … der     | den/det/dei … der    | „jener/jene/jenes“                           |
| den slags            | den slags            | „derlei, derartig, solch“                    |
| her – der; hit – dit | her – der; hit – dit | „hier – da; hierhin/hierher – dahin/dorthin“ |
| nå – så              | no – så              | „jetzt – so“                                 |
| så mange som         | så mange som         | „so viele wie“                               |

### Konjugation (Beugung von Tätigkeitswörtern)
Das Norwegische hat die ursprünglich differenzierten Personalendungen vereinfacht, so dass heute jedes Verb in allen Personen dieselbe Endung hat – was auch für alle skandinavischen Sprachen außer Isländisch, Färöisch sowie einige norwegische und schwedische Dialekte gilt. Noch bis etwa um 1900 waren Personalendungen in beiden schriftlichen Sprachen üblich. Bokmål benutzte das gleiche System, wie es im älteren Dänischen verwendet wurde. Auf Nynorsk sah die Konjugation folgendermaßen aus; man beachte die mit dem älteren Schwedisch übereinstimmenden Pluralendungen:
starkes Verb Einzahl: å ganga (heute å gå) – eg gjeng – eg gjekk – eg hev gjenge ([zu] gehen – ich gehe – ich ging – ich bin gegangen)
starkes Verb Mehrzahl: å ganga – dei ganga – dei gingo – dei hava gjenge ([zu] gehen – sie gehen – sie gingen – sie sind gegangen)

#### Der Infinitiv (die Grundform)
Verben, deren Wortstamm auf einen Konsonanten endet und die damit mehrsilbig sind, haben als Infinitivendung im Bokmål die Endung -e, im Nynorsk wahlweise die Endung -e oder -a:
| Bokmål      | Nynorsk                  | Deutsch     |
| ----------- | ------------------------ | ----------- |
| å komme     | å kom(m)e, å kom(m)a     | kommen      |
| å diskutere | å diskutere, å diskutera | diskutieren |
| å åpne      | å opne, å opna           | öffnen      |

Verben, deren Stamm vokalisch endet, sind im Infinitiv endungslos:
| Bokmål | Nynorsk  | Deutsch |
| ------ | -------- | ------- |
| å gå   | å gå     | gehen   |
| å se   | å sjå    | sehen   |
| å gi   | å gje/gi | geben   |

Einige im Infinitiv normalerweise einsilbige Verben kennen auch eine (freilich nur sehr selten benutzte) Langform, wozu detaillierter weiter unten mehr.

#### Der Imperativ (die Befehlsform)
Es gibt nur eine Imperativform für die 2. Person Singular/Plural. Sie wird gebildet, indem die Infinitivendung weggelassen wird. Nach gewissen Konsonantenverbindungen kann das auslautende -e erhalten bleiben, damit die Form leichter auszusprechen wird (3. Beispiel); diese Form gilt jedoch als dialektal, standardsprachlich sagt man åpn!. Ein auslautendes mm wird vereinfacht (2. Beispiel):
| Infinitiv       | Befehlsform  | Deutsch           |
| --------------- | ------------ | ----------------- |
| å gå            | gå!          | gehen – geh(e)!   |
| å komme         | kom!         | kommen – komm(e)! |
| å åpne / å opne | åpn! / opne! | öffnen – öffne!   |

Der Imperativ wird durch ikke (Bokmål) / ikkje (Nynorsk) verneint:
drikk ikke så mye! (BM) / drikk ikkje so mykje! (NN) „trink nicht so viel!“

#### Das einfache Präsens (die einfache Gegenwart)
Im Bokmål wird das einfache Präsens gebildet, indem man an den Infinitiv ein -r anhängt:
| Bokmål           | Deutsch                                         |
| ---------------- | ----------------------------------------------- |
| å gå → går       | „gehen (gehe, gehst, geht, gehen, geht, gehen)“ |
| å komme → kommer | „kommen“                                        |
| å åpne → åpner   | „öffnen“                                        |

Im Nynorsk hängt man an den Wortstamm je nach Konjugation gar keine Endung (teilweise zugleich mit Umlaut; bei der starken und der rückumlautenden schwachen Konjugation), -r (bei einsilbigen starken oder schwachen Verben), -ar (bei der ersten schwachen Konjugation) oder -er (bei der zweiten schwachen Konjugation):
| Nynorsk        | Deutsch                            |
| -------------- | ---------------------------------- |
| å drive → driv | „treiben“                          |
| å komme → kjem | „kommen“ (Umlaut, vgl. „er kömmt“) |
| å gå → går     | „gehen“                            |
| å opne → opnar | „öffnen“                           |
| å leve → lever | „leben“                            |

Im Nynorsk korrespondieren diese Präsensendungen mit den verschiedenen Endungen des Präteritums (siehe unten).
Die einzigen Ausnahmen sind folgende Verben (vor dem Schrägstrich steht die Form des Bokmål, danach diejenige des Nynorsk):
| Grundform           | Präsens          | Deutsch                     |
| ------------------- | ---------------- | --------------------------- |
| å være / vere       | er               | „sein“ (ich bin, du bist …) |
| å gjøre / gjere     | gjør / gjer      | „tun, machen“               |
| å si / seie         | sier / seier     | „sagen“                     |
| å spørre / spørje   | spør             | „fragen“                    |
| å vite / vite, vete | vet, veit / veit | „wissen“                    |

sowie die Modalverben:
| Grundform              | Präsens | Deutsch                    |
| ---------------------- | ------- | -------------------------- |
| å kunne                | kan     | „können“                   |
| å måtte                | må      | „müssen“                   |
| å ville                | vil     | „wollen“                   |
| å skulle               | skal    | „werden“ (Futur), „sollen“ |
| å burde / byrje, burde | bør     | „sollen“                   |
| å tørre / tore, tørre  | tør     | „wagen“                    |
| å turve                | tarv    | „bedürfen“                 |

#### Das Passiv
Im Norwegischen gibt es zwei Arten, das Passiv zu bilden. Die eine funktioniert genau wie im Deutschen mit dem Hilfsverb å bli „werden, bleiben“ und dem Partizip Perfekt; im Nynorsk kann statt å bli auch å verte/verta gebraucht werden (BM = Bokmål, NN = Nynorsk):
| jeg blir sett (BM) bzw. eg blir/vert sett (NN)     | „ich werde gesehen“ |
| han ble funnet (BM) bzw. han blei/vart funnen (NN) | „er wurde gefunden“ |

Es gibt im Bokmål noch eine weitere Möglichkeit zur Bildung des Passivs im Infinitiv, im Präsens sowie in der einfachen Vergangenheit bei schwachen Verben der 2. und 3. Konjugation (siehe unten):
Im s-Passiv wird die Präsens-Endung -r ersetzt durch -s  bzw. -s wird an die Form der einfachen Vergangenheit angehängt:
| jeg ser → jeg ses/sees       | „ich sehe“ → „ich werde gesehen“ |
| han finner → han fins/finnes | „er findet“ → „er wird gefunden“ |

- Infinitiv:      fortelles „erzählt werden“
- Präsens:        fortelles „wird erzählt“    (für alle Personen)
- Vergangenheit:  fortaltes „wurde erzählt“   (für alle Personen)

Beispiele:
- vinen drikkes av faren   „der Wein wird vom Vater getrunken“
- vinduet må ikke åpnes    „das Fenster darf nicht geöffnet werden = Fenster nicht öffnen!“

Im Nynorsk ist die Verwendung des s-Passivs viel eingeschränkter; sie findet sich fast nur nach Modalverben (siehe unten) und bei Deponentien (das sind Verben, die nur in der Passiv- bzw. Mediumform vorkommen). Die Passiv- bzw. Mediumendung im Nynorsk lautet -st:
| møte/møta → møtast     | „treffen“ → „sich treffen“                  |
| dei møter → dei møtest | „sie treffen“ → „sie treffen sich/einander“ |

Die Passivform wird im Bokmål wie im Nynorsk oft in Bedienungsanleitungen als unpersönliche Aufforderung verwendet. Zusammen mit Modalverben kann diese Form auch als Infinitiv verwendet werden:
| det kunne ikke selges (BM) bzw. det kunne ikkje seljast (NN) | „es konnte nicht verkauft werden“  |
| vannet kan drikkes (BM) bzw. vatnet kan drikkast (NN)        | „das Wasser kann getrunken werden“ |

#### Die übrigen Zeiten
Im Norwegischen kann man ebenso viele Zeiten wie im Deutschen bilden (kom „kam“ [Präteritum // Imperfekt], har kommet „bin gekommen“ [Perfekt], hadde kommet „war gekommen“ [Plusquamperfekt], skal/vil komme „werde kommen“ [Futur I], skal/vil ha kommet „werde gekommen sein“  [Futur II // Perfekt-Futur]).
Für die Perfekt-Zeiten verwendet man in der Regel das Hilfsverb ha „haben“. være (BM) bzw. vere (NN) „sein“ kann man verwenden, um einen Zustand oder ein Ergebnis auszudrücken: hun er gått = „sie ist gegangen“ → „sie ist weg“. Im Bokmål ändert der Gebrauch von ha oder være an der Verbform nichts, im Nynorsk dagegen bleibt das Verb nach ha unflektiert, wogegen es nach vere in der Regel flektiert wird; vgl. Bokmål han/hun/det/de har kommet, han/hun/det/de er kommet versus Nynorsk han/ho/det/dei har kom(m)e, aber han/ho er kom(m)en, det er kom(m)e, dei er komne. Das Futur wird mit den Hilfsverben skulle oder ville gebildet oder auch mit der Konstruktion komme til å.
| jeg |              | kommer | „ich komme“               |
| jeg | skal         | komme  | „ich werde kommen“        |
| jeg | vil          | komme  | „ich werde kommen“        |
| jeg | kommer til å | komme  | „ich werde kommen“        |
| jeg |              | kom    | „ich kam“                 |
| jeg | har          | kommet | „ich bin gekommen“        |
| jeg | hadde        | kommet | „ich war gekommen“        |
| jeg | skal ha      | kommet | „ich werde gekommen sein“ |
| jeg | vil ha       | kommet | „ich werde gekommen sein“ |

| eg |            | kjem   | „ich komme“                            |
| eg | skal       | komme  | „ich werde kommen“                     |
| eg | vil        | komme  | „ich werde kommen“                     |
| eg | kjem til å | komme  | „ich werde kommen“                     |
| eg |            | kom    | „ich kam“                              |
| eg | har        | komme  | „ich bin gekommen“                     |
| eg | er         | kommen | „ich bin gekommen“ (resultativ)        |
| eg | hadde      | komme  | „ich war gekommen“                     |
| eg | var        | kommen | „ich war gekommen“ (resultativ)        |
| eg | skal ha    | komme  | „ich werde gekommen sein“              |
| eg | skal vere  | kommen | „ich werde gekommen sein“ (resultativ) |

vil und skal können auch modale Bedeutung haben („will“ und „soll“). Aus dem Kontext muss man erschließen, ob sie lediglich als Zukunfts-Marker verwendet werden.
Das Norwegische kennt für das Präteritum drei schwache Konjugationen.
- Die erste Konjugation hat im Bokmål wahlweise die Endungen -et oder -a, im Nynorsk immer -a. Sie gilt für Verben auf mehrere Konsonanten mit Ausnahme von ll, mm, ld, nd, ng:

åpne > jeg åpnet/åpna (BM) bzw. opne > eg opna (NN) „öffnen > ich öffnete“
- Die zweite Konjugation hat sowohl im Bokmål als auch im Nynorsk die Endung -de (nach Diphthong, v oder g) bzw. -te (nach einfachem Konsonanten oder ll, mm, ld, nd, ng):

leve > jeg levde (BM) bzw. leve >  eg levde (NN)    „ich lebte“
mene > jeg mente (BM) bzw. meine > eg meinte (NN)   „ich meinte“
- Die dritte Konjugation für schwache Verben ohne Infinitivendung hat sowohl im Bokmål wie auch im Nynorsk die Endung -dde:

tro > jeg trodde (BM) bzw. tru > eg trudde (NN)   „ich glaubte“.
Im Nynorsk korrespondieren diese verschiedenen Präteritumsendungen mit den verschiedenen Endungen im Präsens, vgl.:
- eg opnar <> eg opna     „ich öffne“  <> „ich öffnete“
- eg lever <> eg levde    „ich lebe“   <> „ich lebte“
- eg trur  <> eg trudde   „ich glaube“ <> „ich glaubte“

Am häufigsten verwendet das Norwegische (wie auch das Englische) das Präteritum. Das Perfekt wird u. a. verwendet, wenn es keine Zeitangabe gibt oder es um andauernde Zustände geht.
Das Norwegische kennt zwischen hundertfünfzig und zweihundert starke und unregelmäßige Verben. Zum Beispiel: dra, dro, dratt (Bokmål) = dra, drog, drege (Nynorsk) „ziehen, zog, gezogen“ = englisch draw, drew, drawn = „ziehen, zog, gezogen“ (dra ist etymologisch verwandt mit „tragen“, vgl. also „tragen, trug, getragen“).
Das Partizip (Perfekt) der Vergangenheit endet im Bokmål immer auf -t, nie auf -en: drikke, drakk, drukket, im Deutschen aber: „trinken, trank, getrunken“. Im Nynorsk hingegen wird das Partizip Perfekt hinter dem Hilfsverb vere flektiert: han/ho er kommen, det er komme, dei er komne „er ist, es ist, sie sind gekommen“, nach ha jedoch nicht: han/ho/det/dei har lese „er hat, es hat, sie haben gelesen“.
Während die Gesamtheit der Beugungsformen des Nynorsk im Allgemeinen komplexer ist als diejenige des Bokmål, gilt bei den starken Verben der umgekehrte Fall: So gibt es in der I. starken Klasse des Bokmål unter anderem folgende Verbtypen: gripe – gre(i)p – grepet, skri(de) – skred/skrei – skredet, bite – be(i)t – bitt, drite – dre(i)t – dritet, klive – kleiv – klevet/klivd, ri(de) – red/rei(d) – ridd sowie li(de) – led/lei(d) – lidt. Im Nynorsk hingegen werden in dieser Klasse alle Verben nach lediglich zwei Typen flektiert: 1) gripe – greip – gripe, bite – beit – bite, drite – dreit – drite, klive – kleiv – klive und 2) ri(de) – reid – ride/ridd/ridt, li(de) – leid – lide/lidd/lidt, skri(de) – skreid – skride/skridd/skridt.
Die meisten starken Verben des Nynorsk werden nach folgenden Haupttypen konjugiert:
1. bite – beit – bite
2. bryte – braut – brote
3. drikke – drakk – drukke
4. bresta – brast – broste (Kurzvokale) bzw. bere – bar – bore (Langvokale)
5. lese – las – lese
6. fare – for – fare
7. ta(ke) – tok – teke
8. la(te) – lét – late (Langvokale) bzw. halde – heldt – halde (Kurzvokale)

Eine ähnliche Zusammenfassung für Bokmål zu machen, ist fast ausweglos, da in dieser Varietät die den obigen Reihen 1–4 entsprechenden Gruppen sehr stark zersplittert sind. Der Hauptgrund hierzu liegt in einer inkonsequent vorgenommenen Standardisierung, in der dänische Tradition, südostnorwegische Dialekte und weitere Kriterien bunt gemischt sind. Eine Liste der wichtigeren unregelmäßigen Verben des Bokmål findet sich bei den externen Links.

### Präpositionen, Konjunktionen, Adverbien

#### Präpositionen (Verhältniswörter)
Der Bedeutungsumfang der norwegischen Präpositionen lässt sich nicht ohne Weiteres auf ihre deutsche Entsprechung übertragen. So heißt es norwegisch å klatre i et tre mit der Präposition i „in“, während es im deutschen „auf einen Baum klettern“ heißt. Im Folgenden werden deshalb nur die wichtigsten Präpositionen mit einer allgemeinen Übersetzung aufgeführt (bei Doppelformen vor dem Schrägstrich Bokmål, danach Nynorsk):
- i: in
- ved: an
- til: zu, nach
- på: auf
- hos: bei
- fra/frå: von (… her)
- med: mit
- for: für (als Konjunktion: „denn“)
- foran: vor (örtlich)
- uten/utan: ohne
- før: vor
- av: von (verwandt mit deutsch ab und englisch of)

Häufig sind Kombinationen ved siden/sida av „an der Seite von = neben“, frem til „bis“.

#### Konjunktionen (Bindewörter)
Die wichtigsten Konjunktionen sind (bei Doppelformen vor dem Schrägstrich Bokmål, danach Nynorsk):
Beiordnend:
- og: und
- også (Nynorsk auch òg): auch
- men: aber, sondern

Unterordnend:
- fordi: weil
- hvis/viss: falls
- at: dass
- så: so, dann
- om: wenn, ob
- da: als, da, dann, denn
- før vor, bevor

Kombinationen: selv om „selbst wenn, obwohl“, så at „sodass“.
Das Relativpronomen im Nominativ und Akkusativ ist som – im Akkusativ kann es entfallen. Präpositionen werden ans Satzende gestellt, das Relativpronomen entfällt (die Beispiele in Bokmål): huset som er hvitt „das Haus, das weiß ist“, huset (som) jeg ser er hvitt „das Haus, das ich sehe, ist weiß“, huset hun bor i „das Haus, in dem sie wohnt“.
Im Norwegischen gibt es (fast) keinen Konjunktiv, bei der indirekten Rede muss die Zeit deshalb an die des einleitenden Verbs angeglichen werden.

#### Adverbien
- ikke/ikkje: nicht
- heller ikke / heller ikkje: auch nicht
- jo: doch, ja

Steht eine unterordnende Konjunktion am Satzanfang, ändert sich die grundlegende Satzstellung nicht, wohl aber die Positionen von Adverbien wie ikke/ikkje.

### Zahlwörter

#### Grundzahlen
| 0 – null                                   |              |                                              |                                                          |
| 1 – BM én, éi/én, ett 1 – NN éin, éi, eitt | 11 – elleve  |                                              |                                                          |
| 2 – to                                     | 12 – tolv    | 20 – tjue                                    | 22 – tjueto                                              |
| 3 – tre                                    | 13 – tretten | 30 – tretti                                  | 33 – trettitre                                           |
| 4 – fire                                   | 14 – fjorten | 40 – førti                                   | 44 – førtifire                                           |
| 5 – fem                                    | 15 – femten  | 50 – femti                                   | 55 – femtifem                                            |
| 6 – seks                                   | 16 – seksten | 60 – seksti                                  | 66 – sekstiseks                                          |
| 7 – sju 7 – BM auch syv                    | 17 – sytten  | 70 – sytti                                   | 77 – syttisju                                            |
| 8 – åtte                                   | 18 – atten   | 80 – åtti                                    | 88 – åttiåtte                                            |
| 9 – ni                                     | 19 – nitten  | 90 – nitti                                   | 99 – nittenni                                            |
| 10 – ti                                    |              | 100 – BM (ett) hundre 100 – NN (eitt) hundre | 101 – BM (én) hundre og én 101 – NN (éin) hundre og éin  |
|                                            |              | 1000 – BM (ett) tusen 1000 – NN (eitt) tusen | 1001 – BM (ett) tusen og én 1001 – NN eitt tusen og eitt |

Die nach schwedischem und englischem Muster gebildeten Zahlen des Typs Zehner + Einer, also etwa 51 – femtién/femtiéin, 52 – femtito, 53 – femtitre, 54 – femtifire, 55 – femtifem, 56 – femtiseks, 57 – femtisju, 58 – femtiåtte, 59 – femtini, wurden 1951 per Parlamentsbeschluss offiziell eingeführt. Zuvor bildete man diese Zahlen offiziell wie im Dänischen und Deutschen, also Einer + og („und“) + Zehner: 51 – énogfemti/éinogfemti, 52 – toogfemti, 53 – treogfemti, 54 – fireogfemti, 55 – femogfemti, 56 – seksogfemti, 57 – sjuogfemti, 58 – åtteogfemti, 59 – niogfemti. In der gesprochenen Alltagssprache ist diese letztere Zählweise allerdings auch heute noch weit verbreitet; die meisten Menschen gebrauchen wechselweise das eine oder das andere System – nur bei den Telefonnummern hat sich das neue System vollständig durchgesetzt. Ebenfalls inoffiziell und dennoch verbreitet sind die dem Riksmål angehörigen tyve statt tjue für 20 und tredve statt tretti für 30.

#### Ordnungszahlen
Die Ordnungszahlen von 1 und 2 sind unregelmäßig: første/fyrste „erste(r/s)“, andre „zweite(r/s)“. Die weiteren werden, wie in allen germanischen Sprachen, durch das Anhängen eines Dentalsuffixes (im Norwegischen -t, -d; gefolgt von der Endung -e) gebildet, wobei zahlreiche kleinere und größere Irregularitäten auftreten. Bei den Kardinalzahlen, die auf Vokal ausgehen, wird bei 7. bis 10. sowie, ausgehend von letzterem, bei 20. bis 90. vor den Dental ein n eingeschoben.
| 0. – –                                       |                                           |                                             |
| 1. – første 1. – NN auch fyrste              | 11. – ellevte                             | 10. – BM – tiende 10. – NN – tiande         |
| 2. – andre                                   | 12. – tolvte                              | 20. – BM – tjuende 20. – NN – tjuande       |
| 3. – tredje                                  | 13. – BM – trettende 13. – NN – trettande | 30. – BM – trettiende 30. – NN – trettiande |
| 4. – fjerde                                  | 14. – BM – fjortende 14. – NN – fjortande | 40. – BM – førtiende 40. – NN – førtiande   |
| 5. – femte                                   | 15. – BM – femtende 15. – NN – femtande   | 50. – BM – femtiende 50. – NN – femtiande   |
| 6. – sjette                                  | 16. – BM – sekstende 16. – NN – sekstande | 60. – BM – sekstiende 60. – NN – sekstiande |
| 7. – BM – sjuende, syvende 7. – NN – sjuande | 17. – BM – syttende 17. – NN – syttande   | 70. – BM – syttiende 70. – NN – syttiande   |
| 8. – BM – åttende 8. – NN – åttande          | 18. – BM – attende 18. – NN – attande     | 80. – BM – åttiende 80. – NN – åttiande     |
| 9. – BM – niende 9. – NN – niande            | 19. – BM – nittende 19. – NN – nittande   | 90. – BM – nittiende 90. – NN – nittiande   |
|                                              |                                           | 100. – hundrede                             |
|                                              |                                           | 1000. – tusende                             |

### Satzstellung
Der norwegische Satz hat als Grundwortstellung Subjekt – Prädikat (Verb) – Objekt. Die Satzstellung wird auch nach unterordnenden Konjunktionen weitgehend beibehalten, außer dass sich die Position der Negationspartikel vor das infinite Verb verschiebt: fordi han ikke ville betale „weil er nicht bezahlen wollte“.
Inversion (Vertauschung des finitiven Prädikates und des Subjektes) tritt auf, wenn am Satzanfang statt des Subjektes ein Adverb, das Objekt oder ein untergeordneter Nebensatz steht: i morgen skal jeg komme „morgen werde ich kommen“, takk skal du ha! „Dank sollst du haben!“, hvis det regner, blir jeg hjemme = regner det, blir jeg hjemme „falls es regnet, bleibe ich zuhause“ = „regnet es, bleibe ich zuhause“.
Unter Anwendung des Feldschemas von Paul Diderichsen ist ein Hauptsatz wie folgt aufgebaut:
| Vorfeld   | finites Verb | Subjekt | Adverb A: Satz- adverbial | infinites Verb | Objekt(e)   | Adverb B: Adverbial der Art, des Ortes und der Zeit |
| --------- | ------------ | ------- | ------------------------- | -------------- | ----------- | --------------------------------------------------- |
| Dessverre | hadde        | ho      | ikkje                     | funne          | pengane     | i går                                               |
| I morgon  | skulle       | dei     | sikkert                   | løyse          | saka        | rettvist                                            |
| Bilane    | køyrde       |         |                           |                |             | midt i gata                                         |
| Dei       | kunne        |         | vel                       | gje            | henne gåver | i dag likevel                                       |
| Kva       | heiter       | du      |                           |                |             |                                                     |

Im Vorfeld können außer dem gebeugten Verb prinzipiell alle Satzteile stehen, am häufigsten aber das Subjekt. Steht ein anderer Satzteil als das Subjekt im Vorfeld, so bleibt dessen eigentlicher Platz unbesetzt.
Im Nebensatz steht das Satzadverbial immer vor dem Verb bzw. den Verben und unmittelbar nach dem Subjekt:
| Bindefeld | Subjekt | Adverb A: Satz- adverbial | finites Verb | infinites Verb | Objekt(e) | Adverb B: Adverbial des Ortes und der Zeit |
| --------- | ------- | ------------------------- | ------------ | -------------- | --------- | ------------------------------------------ |
| at        | Eva     | ikkje                     | ville        | gje            | han gåver | til jul                                    |
| dersom    | Tove    | snart                     | kunne        | møte           | han       | i byen                                     |

### Etymologische und dialektologische Anmerkungen

#### Zur Struktur
Im Vergleich zum heutigen Isländischen und Färöischen fehlen dem Norwegischen folgende grammatikalische Strukturen: Kasus (mit Ausnahmen einer Art Genitiv), Substantivklassen, Personalendungen (es gilt pro Zeit je eine flektierte Einheitsform), Konjunktive (die erhaltenen Reste sind lexikalisiert), besondere Formen für den Plural der Präteritopräsentia und der starken Verben im Präteritum. Die Struktur des Norwegischen/Dänischen/Schwedischen entspricht also etwa derjenigen des Neuenglischen, während die des Isländischen/Färöischen etwa der des Althochdeutschen nahekommt. Differenzierter liegen die Verhältnisse in der Morphologie: Im Bereich der Pluralbildung der Substantive sowie der Ablautungen des starken Verbs steht Nynorsk dem Isländischen, Färöischen und Schwedischen näher, Bokmål hingegen dem Dänischen.
Lautlich steht das Norwegische in gewisser Hinsicht dem Deutschen nahe: Abschwächung der Auslautvokale im Bokmål zu Schwa, Verlust der altnordischen th-Laute (þ, ð), Zäpfchen-R in einigen westlichen Dialekten. Nynorsk ähnelt dem Deutschen sodann in Bezug auf seinen Reichtum an Diphthongen. Im Gegensatz zum Deutschen haben aber alle skandinavischen Sprachen die hochdeutsche Lautverschiebung nicht mitgemacht, weshalb es viele Unterschiede bei den Konsonanten gibt (t = z/ss/ß, k = ch, p = pf/ff/f, d = t). Ein grundlegender Unterschied zwischen Norwegisch und Deutsch besteht im Weiteren darin, dass Norwegisch (wie Schwedisch) neben dem Druckakzent auch einen musikalischen Akzent kennt; siehe Akzente in den skandinavischen Sprachen.
Die festlandskandinavischen Sprachen wurden zur Zeit der Hanse sehr stark von niederdeutschen Fremdwörtern geprägt. Nahezu ganze Sätze können ohne ursprünglich im Nordgermanischen vorhandene Wörter gebildet werden. Dies stellt einen erheblichen Unterschied zu Isländisch und Färöisch dar, die erfolgreich bestrebt sind, ihre Sprachen von Fremdwörtern aller Art reinzuhalten (Sprachpurismus).

#### Zu den Kasus
Die festlandskandinavischen Sprachen (d. h. die meisten dänischen, schwedischen und norwegischen Dialekte sowie die jeweiligen Hochsprachen) haben das altnordische Kasussystem (von genetivischem -s sowie einem Teil der Personalpronomen abgesehen) nicht bewahrt (vgl. isländisch hundur, hunds, hundi, hund „ein Hund, eines Hundes, einem Hunde, einen Hund“). Im Altnordischen verlangten einige Präpositionen den Genitiv, andere den Dativ, weshalb diese Kasus in bestimmten festen Redewendungen immer noch vorkommen, etwa: gå til bords (Genitiv mit der Endung -s) „zu Tische gehen“ gegenüber gå til stasjonen „zum Bahnhof gehen“, være/vere på tide (Dativ mit der Endung -e) „an der Zeit sein“ gegenüber være/vere på taket „auf dem Dach sein“.
Lebendige Dativformen kommen noch in den innernorwegischen Mundarten vor, etwa båten „das Boot“, Dativ Singular båté, båta „dem Boot“, Plural båta(r)ne „die Boote“, Dativ Plural båtå(m) „den Booten“.
Das norwegische Suffix -s, das an jedes Substantiv angehängt werden kann (s. o.), geht historisch auf den Genitiv der a-Deklination zurück, wurde aber im Laufe der Sprachgeschichte verallgemeinert. Im Altnordischen hatten i- und u-Stämme, schwach deklinierte Wörter sowie Feminina niemals diese Endung (vgl. neuisländisch hunds „eines Hundes“ – ggü. vallar „eines Feldes“ / afa „Großvaters“ / ömmu „Großmutters“, im Plural valla, afa, amma).

#### Zum Infinitiv
Schon im Altnordischen war -n am Wortende weggefallen, daher endet der Infinitiv im Norwegischen auf -e oder -a (vgl. neuhochdeutsch „-en“, althochdeutsch und gotisch „-an“). Auf dialektaler Ebene hat in Südwestnorwegen der Infinitiv die Endung -a (z. B. lesa „lesen“, finna „finden“), in Nordwestnorwegen -e (lese, finne); in Ostnorwegen gilt dann -a, wenn der Wortstamm im Altnordischen leicht war, und -e, wenn der Wortstamm im Altnordischen schwer war (z. B. lesa gegenüber finne). Im Dialekt von Trøndelag tritt Apokope auf, d. h. der Infinitiv kann ohne Endung auftreten (z. B. les, finn). Das Nynorsk spiegelt diese Verhältnisse wider, indem der Infinitiv wahlweise sowohl auf -e als auch auf -a enden kann.

#### Zum Präsens und Präteritum
Die Verbendungen -ar und -er der schwachen Verben entsprechen den Endungen der 2. und 3. Person Singular im Altnordischen; vgl. alt- und neuisländisch talar, segir „[du] sprichst, sagst, [er] spricht, sagt“. Die Nullendung der starken Verben im Nynorsk, z. B. ohne Umlaut han bit „er beißt“ zu Inf. bite, han skyt „er schießt“ zu Inf. skyte, mit Umlaut han tek „er nimmt“ zu Inf. ta(ke), han kjem „er kommt“ zu Inf. kom(m)e, entspricht ebenfalls der ursprünglichen 2. und 3. Person Singular, vgl. altnorwegisch/altisländisch han bítr „er beißt“, han skytr „er schießt“, han tekr „er nimmt“, han kømr „er kommt“, denn viele Dialekte stoßen hier in lautgesetzlicher Übereinstimmung etwa mit dem Vorgang altnorwegisch/altisländisch hestr > neunorwegisch hest „Pferd“ die eigentliche Flexionsendung -r ab, und die entsprechenden Formen wurden deshalb auch in die Standardvarietät übernommen. Daneben gibt es allerdings Dialekte, wo die altnorwegische Endung -r als -er oder aber -e erhalten geblieben ist; dialektal gibt es somit neben standardisiertem han bit, han skyt, han tek, han kjem auch han bite(r), han skyte(r), han teke(r), han kjeme(r). Die umlautlose Bokmål-Form kommer entspricht sowohl der dialektalen Lautung Südostnorwegens als auch der dänischen Form.
Heute gelten diese standardsprachlichen Formen Bokmål kommer = Nynorsk kjem für alle Personen im Singular und Plural. In einigen innernorwegischen Mundarten gibt es jedoch immer noch eine Numerusbeugung, allerdings jeweils nur eine Form für Singular und Plural: Präsens eg/du/han/ho drikk <> vi/de/dei drikka, Präteritum eg/du/han/ho drakk <> vi/de/dei drukko – gleich dem älteren Schwedisch.
Ein Teil der norwegischen Mundarten kennt auch noch einen Konjunktiv im Präteritum, etwa eg vore oder eg vøre, deutsch „ich wäre“.

#### Zum Nebeneinander von Kurz- und Langform
Ursprünglich waren alle Verben im Infinitiv zwei- oder mehrsilbig; bei einigen Verben ist allerdings der stammschließende Konsonant und infolgedessen auch die Infinitivendung geschwunden: vgl. englisch give „geben“ gegenüber Bokmål gi; im Präteritum gav (Nebenform: ga) „gab“ ist das v aber (wie bei englisch gave) erhalten geblieben.
Nynorsk kennt bei diesen Verben zumeist sowohl lange als auch kurze Formen, im genannten Fall also die Infinitivvarianten gje und gjeve/gjeva „geben“, wobei in der Praxis die kurze Variante gje im Infinitiv, hingegen die von der Langform abgeleitete Variante gjev im Präsens bevorzugt wird. Im Präteritum gilt jedoch allein von der Langform hergeleitetes gav, im Partizip Perfekt stehen gjeve und gitt wiederum nebeneinander. Ein ähnlicher Fall ist etwa Infinitiv ta (selten take/taka) „nehmen“, Präsens tek oder tar, Präteritum allein tok, Partizip Perfekt teke oder tatt. Etwas abweichend, indem auch im Präteritum die von der Kurzform hergeleitete Form stehen kann, geht beispielsweise ri „reiten“ mit Präsens rid oder rir, Präteritum reid oder rei, Partizip Perfekt ride oder ridd/ridt.

## Sonstiges
Der Sprachcode nach ISO 639 ist für bokmål nb beziehungsweise nob (früher no) und für nynorsk nn beziehungsweise nno. Für die norwegische Sprache insgesamt gibt es die Codes no beziehungsweise nor.